# Цвєтков Ігор Іванович
Ігор Цвєтков (*5 квітня 1965 — †30 березня 2009 року) — російський дипломат, віце-консул Генерального консульства Російської Федерації в Одесі.

## Службова діяльність
За офіційними даними Ігор Цвєтков відповідав за питання культури, за повідомленнями в пресі він відповідав за співпрацю і фінансову підтримку ряду антиукраїнських організацій в Одесі, а саме «Единое отечество» (керівник Валерій Кауров) і «Родіна» (керівник Ігор Марков).

## Смерть
У ніч на 30 березня 2009 року він загадково загинув у приміщенні консульства Російської Федерації в Одесі. Повідомляється, що він був знайденим повішеним, однією із версій є суїцид через фінансові проблеми. Версія суїциду заперечується у деяких ЗМІ. Проте, згідно з висновками судово-медичної експертизи Ігор Цвєтков покінчив життя самогубством.